# Mirbelia longifolia
Mirbelia longifolia là một loài thực vật có hoa trong họ Đậu. Loài này được C.A.Gardner miêu tả khoa học đầu tiên.